# 林門利門入
林門利門入（はやし もんりもんにゅう、1707年〔宝永4年〕 - 1746年3月20日〔延享3年1月29日〕）は、江戸時代の囲碁棋士で、家元林家六世林門入。元の名は岡田門利。常陸国出身、五世林因長門入門下、七段上手。七世井上春達因碩は甥にあたる。
1736年（元文元年）に因長門入の跡目となり、同年より御城碁に出仕。1743年（寛保3年）に因長が碁所を断念して隠居し、門利が家督を継いで六世林門入となり、七段昇段。御城碁は6局を勤め、因長の没した翌1746年（延享3年）死去。法名は到岸悟入信士。死後は実子の轉入が林家を継いだ。

## 御城碁成績
- 1736年（元文元年）二子6目勝 本因坊秀伯
- 1737年（元文2年）二子7目勝 井上春碩因碩
- 1739年（元文4年）先番5目勝 安井春哲仙角
- 1741年（寛保元年）先番1目勝 井上春碩因碩
- 1743年（寛保3年）先番ジゴ 井上春碩因碩
- 1744年（延享元年）先番1目勝 本因坊伯元